# Đỗ Cẩu
Đỗ Cẩu (sinh ngày 8 tháng 10 năm 1946 tại Phnôm Pênh, Campuchia - mất ngày 16 tháng 6 năm 2022 tại Thành phố Hồ Chí Minh) là cựu trung vệ của Đội tuyển bóng đá quốc gia Việt Nam Cộng hòa và đội Công nghiệp Thực Phẩm trước đây. Đỗ Cẩu giã từ sự nghiệp thi đấu chuyên nghiệp năm 1980. Sau trở thành HLV của đội An Giang II từ 1984 đến 1987. Sau năm 1987, ông chính thức chia tay với quả bóng tròn khi đã 34 tuổi. 
Đỗ Cẩu là  của "Trung vệ Thép" Đỗ Khải và hậu vệ Đỗ Hùng.

## Thành tích
- Huy chương bạc SEAP Games 1973